# Paectes
Paectes är ett släkte av fjärilar. Paectes ingår i familjen nattflyn.

## Bildgalleri

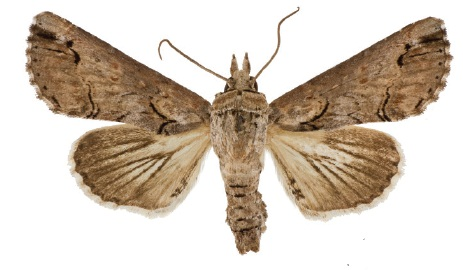
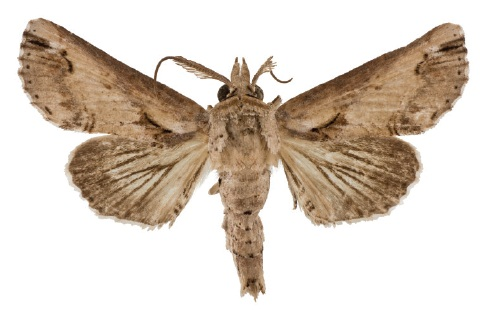
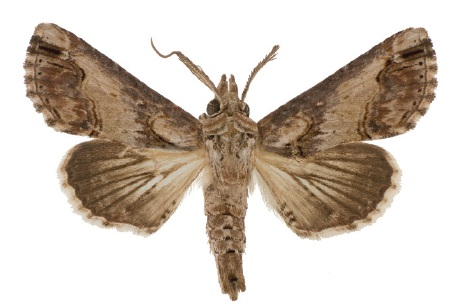
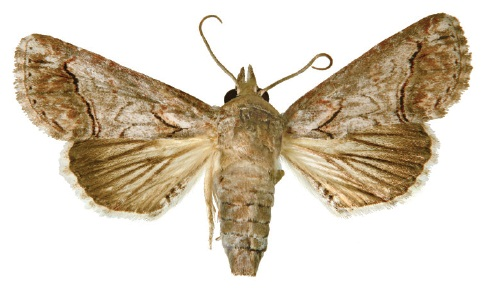
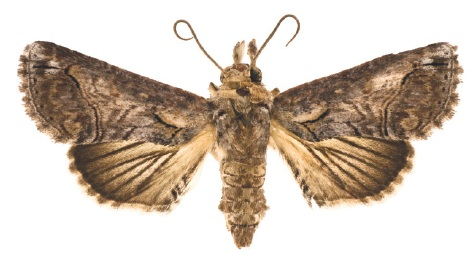
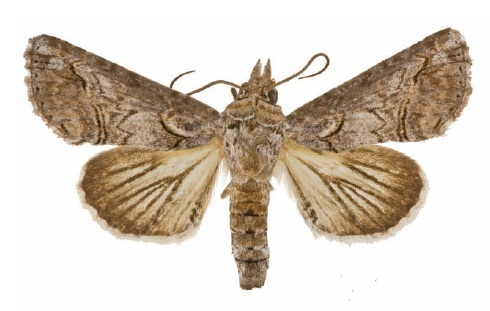

## Dottertaxa tillPaectes, i alfabetisk ordning[1]
- Paectes abrostolella
- Paectes abrostoloides
- Paectes acutangula
- Paectes albescens
- Paectes arcigera
- Paectes areusa
- Paectes areusoides
- Paectes burserae
- Paectes canescens
- Paectes canofusa
- Paectes cebeae
- Paectes chlorophora
- Paectes chrysoplaga
- Paectes circularis
- Paectes costictrigata
- Paectes cristatrix
- Paectes curvilinea
- Paectes cyanodes
- Paectes declinata
- Paectes delineata
- Paectes devincta
- Paectes elegans
- Paectes endochlora
- Paectes eumicta
- Paectes euphiles
- Paectes fabrica
- Paectes fijiensis
- Paectes flabella
- Paectes fovifera
- Paectes fuscescens
- Paectes glauca
- Paectes griseifusa
- Paectes haematosema
- Paectes indefatigabilis
- Paectes interrumpens
- Paectes isabel
- Paectes kebeae
- Paectes languida
- Paectes leucotrigona
- Paectes lunodes
- Paectes maricia
- Paectes murina
- Paectes nana
- Paectes nubifera
- Paectes nyctichroma
- Paectes obrotunda
- Paectes oculatrix
- Paectes panballa
- Paectes peculiaris
- Paectes phaeophaga
- Paectes phloisma
- Paectes polia
- Paectes poliotis
- Paectes praepilata
- Paectes pratti
- Paectes producta
- Paectes psaliphora
- Paectes pseudopsis
- Paectes pygmaea
- Paectes recurrena
- Paectes roseovincta
- Paectes sabulosa
- Paectes semicircularis
- Paectes songoensis
- Paectes stigmatias
- Paectes subapicalis
- Paectes taminata
- Paectes variegata
- Paectes viridescens
- Paectes vittata